# Зорі спектрального класу O

Відносний розмір зірок класу O з іншими зірками головної послідовності

Зо́рі спектра́льного кла́су O — це гарячі, блакитно-білі зорі спектрального класу О в системі класифікації Єркеса, яку використовують астрономи. Такі зорі мають температуру понад 30 000 кельвінів (К). Зорі цього типу мають сильні лінії поглинання іонізованого гелію, сильні лінії інших іонізованих елементів, а лінії водню і нейтрального гелію слабші, ніж зорі спектрального типу B. 
Зорі цього типу дуже рідкісні, але оскільки вони дуже яскраві, їх можна побачити на великих відстанях. Оскільки зорі спектрального класу О мають відносно велику масу, вони досить швидко закінчують своє життя в результаті потужних вибухів наднових, що призводить до утворення чорних дір або нейтронних зір. Більшість зір спектрального класу O — молоді масивні зорі головної послідовності, гігантські або надгігантські зорі, але деякі центральні зорі планетарних туманностей, старі маломасивні зорі наприкінці свого життя, також зазвичай мають О-спектри.
Зорі спектрального класу O зазвичай розташовані в регіонах активного зореутворення, таких як спіральні рукави спіральної галактики або пари галактик, що зазнають зіткнення і злиття (наприклад, галактики-антени). Ці зорі освітлюють будь-яку навколишню речовину і значною мірою відповідають за чітке забарвлення рукавів галактики. Крім того, зорі спектрального класу О часто зустрічаються в кратних зоряних системах, де їхню еволюцію важче передбачити через перенесення маси і можливість вибуху компонентів зорі як наднових у різний час.

## Класифікація
Зорі спектрального класу О класифікуються за відносною силою певних спектральних ліній. Ключовими лініями є помітні лінії He+ при 454,1 нм і 420,0 нм, які змінюються від дуже слабких при O9,5 до дуже сильних в O2–O7, і лінії He0 при 447,1 нм і 402,6 нм, які змінюються від відсутності в O2/3 до помітного в O9.5. Клас O7 визначається, коли лінії He+ 454,1 нм і He0 447,1 нм мають однакову силу. Найгарячіші зорі спектрального класу О мають такі слабкі нейтральні лінії He, що їх необхідно розділяти за відносною силою ліній N2+ і N3+.
Класи світності зір спектрального класу О призначаються на основі відносної потужності ліній випромінювання He+ і деяких ліній іонізованого азоту та кремнію. Вони позначаються суфіксом "f" на спектральному типі, при цьому лише "f" означає випромінювання N2+ і He+, "(f)" означає, що випромінювання He слабке або відсутнє, "((f))" означає випромінювання N слабке або відсутнє, "f*" вказує на додавання дуже сильного випромінювання N3+, а "f+" на присутність випромінювання Si3+. Клас світності V, зорі головної послідовності, як правило, мають слабкі або відсутні лінії випромінювання, у гігантів і надгігантів спостерігається збільшення потужності ліній випромінювання. На O2–O4 різниця між зірками головної послідовності та надгігантами є вузькою і може навіть не відображати справжньої світності чи еволюційних відмінностей. У проміжних класах O5–O8 різниця між O((f)) головною послідовністю, O(f) гігантами та Of надгігантами є чітко визначеною та являє собою певне збільшення світності. Збільшення потужності випромінювання Si3+ також є індикатором збільшення світності, і це основний засіб присвоєння класів світності пізнім зіркам спектрального класу О.
Зорі типів від O3 до O8 класифікуються як клас світності підтипу Vz, якщо вони мають особливо сильний 468,6 нм лінія іонізованого гелію. Вважається, що наявність лінії вказує на крайню молодість; "z" означає нульовий вік.
Щоб допомогти з класифікацією зір спектрального класу О, наведено стандартні приклади для більшості визначених типів. У наступній таблиці наведено одну зі стандартних зір для кожного спектрального типу. У деяких випадках стандартна зірка не була визначена. Для спектральних типів від O2 до O5.5 надгіганти не поділяються на підтипи Ia/Iab/Ib. Субгігантні спектральні типи не визначені для типів O2, O2.5 або O3. Класи світності яскравих гігантів не визначені для зір гарячіших за O6.

## Характеристики
Зорі спектрального класу О гарячі і світяться. Вони мають характерну температуру поверхні від 30 000 до 52 000 K, випромінюють інтенсивне ультрафіолетове світло і тому виглядають у видимому спектрі блакитно-білим. Через високі температури світність зір спектрального класу О головної послідовності коливається від 10 000 яскравостей Сонця до приблизно 1 000 000 разів, гігантів від 100 000 разів Сонця до понад 1 000 000, а надгігантів приблизно від 200 000 разів Сонця до кількох мільйонів разів.
Інші зорі в тому ж діапазоні температур включають рідкісні субкарликові (sdO) зорі спектрального класу О, центральні зорі планетарних туманностей (CSPNe) і білі карлики. Білі карлики мають власну схему спектральної класифікації, але багато CSPN мають спектри спектрального класу О. Навіть ці маленькі субкарлики з малою масою та CSPN мають світність у кілька сотень до кількох тисяч разів більшу за сонячну. зорі типу sdO зазвичай мають дещо вищі температури, ніж масивні зорі спектрального класу О, до 100 000 K.
Зорі спектрального класу О представляють найбільшу масу зір головної послідовності. Найхолодніші з них мають початкову масу приблизно в 16 разів більше Сонця. Незрозуміло, якою буде верхня межа маси зорі спектрального класу О. На рівнях металевості Сонця не повинні утворюватися зорі з масою понад 120–150 мас Сонця, але на нижчому рівні металічності ця межа набагато вища. Зорі спектрального класу О складають лише невелику частину зір головної послідовності, і переважна більшість із них розташована на нижній межі діапазону мас. Наймасивніші та найгарячіші типи O3 та O2 надзвичайно рідкісні, були визначені лише в 1971 та 2002 відповідно, і загалом відомо лише декілька. Зорі-гіганти та надгіганти дещо менш масивні, ніж наймасивніші зорі спектрального класу О головної послідовності через втрату маси, але все ще є одними з наймасивніших відомих зір.
Швидкість утворення зір класу O неможливо спостерігати безпосередньо, але можна вивести функції початкової маси (IMF), які моделюють спостереження існуючих популяцій зір і особливо молодих зоряних скупчень. Залежно від обраного IMF, зорі класу O утворюються зі швидкістю одна з кількох сотень зір головної послідовності. Оскільки яскравість цих зір зростає непропорційно їхнім масам, вони відповідно мають коротший термін життя. Найбільш масивні витрачають менше мільйона років на головну послідовність і вибухають у вигляді наднових через три-чотири мільйони років. Найменш яскраві зорі спектрального класу О можуть залишатися на головній послідовності приблизно 10 мільйонів років, але протягом цього часу повільно охолоджуються і стають ранніми зірками B-типу. Жодна масивна зірка зі спектральним класом О не залишилася більше ніж 5–6 мільйонів років.  Хоча зорі sdO та CSPNe є зірками малої маси, яким мільярди років, час, проведений у цій фазі їхнього життя, надзвичайно короткий, порядку 10 000 000 років. Сучасну функцію маси можна спостерігати безпосередньо, і в околицях Сонця менше ніж одна з 2 000 000 зір належить до класу O. Різні оцінки свідчать про те, що від 0,00003 % (0,00002 %, якщо врахувати білих карликів) до 0,00005% зір належать до класу O. 
За оцінками, у Чумацькому Шляху є близько 20 000 масивних зір спектрального класу О. Малогабаритні зорі типу sdO та CSPNe O, ймовірно, є більш поширеними, хоча вони менш яскраві, і тому їх важче знайти. Незважаючи на короткий час життя, вони вважаються нормальними етапами еволюції звичайних зір, які лише трохи масивніші за Сонце.

### Структура
Зорі головної послідовності спектрального класу О, як і всі зорі головної послідовності, живляться ядерним синтезом. Однак велика маса зір спектрального класу О призводить до надзвичайно високих температур ядра. За цих температур синтез водню з циклом CNO домінує у виробництві енергії зорі та споживає її ядерне паливо з набагато вищою швидкістю, ніж зорі з малою масою, які зливають водень переважно з протон-протонним циклом. Інтенсивна кількість енергії, яку генерують зорі спектрального класу О, не може випромінюватися з ядра достатньо ефективно, і, отже, вони відчувають конвекцію в своїх ядрах. Радіаційні зони зір спектрального класу О знаходяться між ядром і фотосферою. Це змішування матеріалу ядра з верхніми шарами часто посилюється швидким обертанням і має драматичний вплив на еволюцію зір спектрального класу О. Вони починають повільно розширюватися та демонструвати гігантські або надгігантські характеристики, у той час як вони все ще спалюють водень у своїх ядрах, потім можуть залишатися блакитними надгігантами протягом більшої частини часу під час горіння гелієвого ядра.
Зорі типу sdO та CSPN мають суттєво різну структуру, хоча вони мають широкий спектр характеристик, і до кінця не зрозуміло, як усі вони формуються та розвиваються. Вважається, що вони мають вироджені ядра, які з часом стануть відкритими як білий карлик. Поза ядром зорі в основному складаються з гелію з тонким шаром водню, який швидко втрачається через сильний зоряний вітер. Цей тип зір може мати кілька різних джерел, але принаймні деякі з них мають область, де гелій сплавляється в оболонці, що збільшує ядро та забезпечує високу світність цих маленьких зір.

### Еволюція
У життєвому циклі зір спектрального класу О різна металічність і швидкість обертання вносять значні варіації в їх еволюцію, але основи залишаються незмінними.
Зорі спектрального класу О майже одразу починають повільно рухатися від головної послідовності нульового віку, поступово стаючи холоднішими та трохи більш яскравими. Хоча спектроскопічно їх можна охарактеризувати як гіганти чи надгіганти, вони продовжують спалювати водень у своїх ядрах протягом кількох мільйонів років і розвиваються зовсім інакше, ніж зорі з малою масою, такі як Сонце. Більшість зір головної послідовності спектрального класу О розвиватимуться більш-менш горизонтально на діаграмі HR до нижчих температур, перетворюючись на блакитні надгіганти. Займання гелію ядра відбувається плавно, коли зорі розширюються й охолоджуються. Існує ряд складних фаз залежно від точної маси зорі та інших початкових умов, але зорі спектрального класу О з найменшою масою з часом еволюціонуватимуть у червоні надгіганти, у той час як у їх ядрах все ще горить гелій. Якщо вони спочатку не вибухнуть як наднові, вони втратять свої зовнішні шари і знову стануть гарячішими, іноді проходячи через кілька синіх петель, перш ніж нарешті досягнуть стадії Вольфа-Райє.
Масивніші зорі, спочатку зорі головної послідовності, гарячіші приблизно за O9, ніколи не стають червоними надгігантами, оскільки сильна конвекція та висока яскравість надто швидко здувають зовнішні шари. Зорі 25–60 M☉ можуть стати жовтими гіпергігантами, перш ніж або вибухнуть як наднова, або еволюціонують назад до вищих температур. Вище приблизно 60 M☉ зорі спектрального класу О еволюціонують через короткий блакитний гіпергігант або сяючу блакитну змінну фазу безпосередньо до зір Вольфа–Райє. Наймасивніші зорі спектрального класу О розвивають спектральний тип WNLh, коли вони починають конвекцію матеріалу від ядра до поверхні, і це найяскравіші зорі з існуючих.
Зорі з низькою та середньою масами старіють зовсім по-різному: через фази червоного гіганта, горизонтальної гілки, асимптотичної гілки гіганта (AGB), а потім після фази AGB. Еволюція після AGB, як правило, включає різку втрату маси, іноді залишаючи планетарну туманність і залишаючи дедалі гарячіші відкриті внутрішні зорі. Якщо залишилося достатньо гелію та водню, ці маленькі, але надзвичайно гарячі зорі мають спектр спектрального класу О. Вони підвищуються до тих пір, поки не припиниться горіння оболонок і втрата маси, потім вони охолоджуються до білих карликів.
При певній масі чи хімічному складі, або, можливо, в результаті подвійної взаємодії, деякі з цих зір меншої маси стають надзвичайно гарячими під час горизонтальної гілки або фази AGB. Може бути кілька причин, які не зовсім зрозумілі, включаючи злиття зір, або дуже пізні теплові імпульси, які повторно запалюють зорі після AGB. Вони виглядають як дуже гарячі зорі OB, але лише помірно яскраві та розташовані нижче головної послідовності. Існують як O (sdO), так і B (sdB) гарячі субкарлики, хоча вони можуть розвиватися абсолютно різними шляхами. Зорі типу sdO мають досить нормальні спектри O, але світність приблизно в тисячу разів перевищує сонячну.

## Приклади

### Зорі головної послідовності спектрального класу О
- 9 Sagittarii
- 10 Lacertae
- AE Aurigae
- BI 253
- Delta Circini
- HD 93205 (V560 Carinae)
- Mu Columbae
- Sigma Orionis
- Theta1 Orionis C
- VFTS 102
- Zeta Ophiuchi

### Гіганти
- Iota Orionis
- LH 54-425
- Meissa
- Plaskett's star
- Xi Persei
- Mintaka
- HD 164492 A

### Супергіганти
- 29 Canis Majoris
- Alnitak
- Alpha Camelopardalis
- Cygnus X-1
- Tau Canis Majoris
- Zeta Puppis

### Центральні зорі планетарних тумманостей
- NGC 2392 (O6)
- IC 418 (O7fp)
- NGC 6826 (O6fp)

### Карликові зорі спектрального класу О
- HD 49798
- US 708